# Генріх Август Вінклер
Генріх Август Вінклер (нім. Heinrich August Winkler; нар. 19 грудня 1938, Кенігсберг) — німецький історик.
Разом із матір'ю в дитинстві рятувався втечею зі сходу у 1944 році, після чого виріс на півдні Німеччини, відвідуючи гімназію в Ульмі. Потім вивчав історію, політологію, філософію та публічне право у Мюнстері, Гейдельберзі та Тюбінгені. 1970 року став професором Вільного університету Берліна. З 1972 по 1991 був професором Фрайбурзького університету. З 1991 року займає кафедру сучасної історії у Берлінському університеті імені Гумбольдта. З 1962 року є членом Соціал-демократичної партії Німеччини (СДПН) і пов'язаний з багатьма відомими політиками цієї партії, включаючи колишнього канцлера Герхарда Шредера. Серед іншого він є автором книги з докладним викладом політичної історії Веймарської республіки.
Під час «Історичного штрейкбрехерства» Вінклер був одним із провідних критиків Ернста Нольте.

## Вибрана бібліографія
- "From Social Protectionism to National Socialism: The German Small-Business Movement in Comparative Perspective, " The Journal of Modern History Vol. 48, No. 1, March 1976
- In Search of Germany (with Michael Mertes and Steven Muller). Transaction Publishers, New Brunswick and London 1996, ISBN 1-56000-880-6
- Germany: The Long Road West. Vol. 1: 1789—1933. Oxford University Press, Oxford 2006, ISBN 978-0-19-926597-8
- Germany: The Long Road West. Vol. 2: 1933—1990. Oxford University Press, Oxford 2007, ISBN 978-0-19-926598-5